# Eugenia plinioides
Eugenia plinioides är en myrtenväxtart som beskrevs av Ignatz Urban och Erik Leonard Ekman. Eugenia plinioides ingår i släktet Eugenia och familjen myrtenväxter. Inga underarter finns listade i Catalogue of Life.